# Teorema binomiale

Il triangolo di Tartaglia è una disposizione geometrica dei coefficienti binomiali

In algebra, il teorema binomiale (o anche formula di Newton, binomio di Newton e sviluppo binomiale) esprime lo sviluppo della potenza {\displaystyle n}-esima di un binomio qualsiasi mediante la formula
{\displaystyle (a+b)^{n}=\sum _{k=0}^{n}{n \choose k}a^{n-k}b^{k}},
in cui il fattore {\displaystyle {n \choose k}} rappresenta il coefficiente binomiale ed è sostituibile con 
{\displaystyle {\frac {n!}{k!(n-k)!}}}. Tali coefficienti sono peraltro gli stessi che si trovano nel noto triangolo di Tartaglia.
Lo sviluppo vale per ogni coppia di numeri reali o complessi, ma più in generale vale in ogni anello commutativo.
Come esempio di applicazione della formula, riportiamo i casi relativi a {\displaystyle n=2}, {\displaystyle n=3} ed {\displaystyle n=4}:
{\displaystyle (x+y)^{2}=x^{2}+2xy+y^{2}}
{\displaystyle (x+y)^{3}=x^{3}+3x^{2}y+3xy^{2}+y^{3}}
{\displaystyle (x+y)^{4}=x^{4}+4x^{3}y+6x^{2}y^{2}+4xy^{3}+y^{4}.}
Nel caso in cui {\displaystyle n} sia un numero reale o complesso, la somma finita è sostituita da una serie infinita. Questa formula generalizzata, nel caso di {\displaystyle n} reale positivo, fu realizzata da Isaac Newton (da cui il nome). 

## Esposizione
(Fernando Pessoa)
È possibile, secondo il teorema, sviluppare una qualunque potenza intera di {\displaystyle (a+b)} in una sommatoria nella forma
{\displaystyle {\begin{aligned}(a+b)^{n}&={n \choose 0}a^{n}b^{0}+{n \choose 1}a^{n-1}b^{1}+{n \choose 2}a^{n-2}b^{2}+{n \choose 3}a^{n-3}b^{3}+\cdots \\&{}\qquad \cdots +{n \choose n-1}a^{1}b^{n-1}+{n \choose n}a^{0}b^{n},\end{aligned}}}
dove {\displaystyle {\tbinom {n}{k}}} rappresentano i coefficienti binomiali. Utilizzando la notazione di sommatoria, la stessa formula può essere scritta:
{\displaystyle (a+b)^{n}=\sum _{k=0}^{n}{n \choose k}a^{n-k}b^{k}.}
Una variante di questa formula binomiale può essere ottenuta sostituendo {\displaystyle 1} ad {\displaystyle a} e {\displaystyle a} a {\displaystyle b}, considerando quindi una sola variabile. In questa forma, si ha:
{\displaystyle (1+a)^{n}={n \choose 0}a^{0}+{n \choose 1}a^{1}+{n \choose 2}a^{2}+\cdots +{n \choose {n-1}}a^{n-1}+{n \choose n}a^{n},}
o, in maniera equivalente,
{\displaystyle (1+a)^{n}=\sum _{k=0}^{n}{n \choose k}a^{k}.}

## Prima dimostrazione (induttiva)
Il teorema binomiale può essere dimostrato per induzione. Infatti è possibile introdurre per tale teorema un passo base per cui esso risulta banalmente vero
{\displaystyle (a+b)^{1}=\sum _{k=0}^{1}{1 \choose k}a^{(1-k)}b^{k}=a+b}
e provare con il passo induttivo la veridicità del teorema per un esponente {\displaystyle n} qualsiasi. Infatti presa per corretta l'espressione 
{\displaystyle (a+b)^{n}=\sum _{k=0}^{n}{n \choose k}a^{(n-k)}b^{k},}
si ha 
{\displaystyle (a+b)^{n+1}}{\displaystyle =(a+b)(a+b)^{n}}
{\displaystyle =(a+b)\sum _{k=0}^{n}\,{n \choose k}a^{n-k}b^{k}}
e moltiplicando la sommatoria per {\displaystyle (a+b)} si ha
{\displaystyle =\sum _{k=0}^{n}\,{n \choose k}a^{n+1-k}b^{k}+\sum _{k=0}^{n}\,{n \choose k}a^{n-k}b^{k+1},}
da cui 
{\displaystyle \ \sum _{k=0}^{n}\,{n \choose k}a^{n+1-k}b^{k}}
{\displaystyle ={n \choose 0}a^{n+1}+\sum _{k=1}^{n}\,{n \choose k}a^{n+1-k}b^{k}}
{\displaystyle ={n \choose 0}a^{n+1}+\sum _{k=0}^{n-1}\,{n \choose k+1}a^{n+1-(k+1)}b^{k+1}}
{\displaystyle ={n \choose 0}a^{n+1}+\sum _{k=0}^{n-1}\,{n \choose k+1}a^{n-k}b^{k+1}.}
Inoltre
{\displaystyle \ \sum _{k=0}^{n}\,{n \choose k}a^{n-k}b^{k+1}}
{\displaystyle =\sum _{k=0}^{n-1}\,{n \choose k}a^{n-k}b^{k+1}+{n \choose n}b^{n+1}.}
Utilizzando nel primo passaggio la proprietà del coefficiente binomiale
{\displaystyle {n+1 \choose k+1}={n \choose k+1}+{n \choose k}}
si ha che
{\displaystyle (a+b)^{n+1}}
{\displaystyle ={n \choose 0}a^{n+1}+\sum _{k=0}^{n-1}\,\left({n \choose k}+{n \choose k+1}\right)a^{n-k}b^{k+1}+{n \choose n}b^{n+1}}
{\displaystyle ={n \choose 0}a^{n+1}+\sum _{k=0}^{n-1}\,{n+1 \choose k+1}a^{n-k}b^{k+1}+{n \choose n}b^{n+1}}
{\displaystyle ={n \choose 0}a^{n+1}+\sum _{k=1}^{n}\,{n+1 \choose k}a^{n+1-k}b^{k}+{n \choose n}b^{n+1}.}
Poiché infine 
{\displaystyle {n \choose 0}={n+1 \choose 0}=1}
e 
{\displaystyle \ {n \choose n}={n+1 \choose n+1}=1,}
si ha che
{\displaystyle {n \choose 0}a^{n+1}+\sum _{k=1}^{n}\,{n+1 \choose k}a^{n+1-k}b^{k}+{n \choose n}b^{n+1}={n+1 \choose 0}a^{n+1}+\sum _{k=1}^{n}\,{n+1 \choose k}a^{n+1-k}b^{k}+{n+1 \choose n+1}b^{n+1}}
e si ottiene l'espressione formale dello sviluppo della potenza successiva del binomio
{\displaystyle (a+b)^{n+1}=\sum _{k=0}^{n+1}\,{n+1 \choose k}a^{(n+1)-k}b^{k}}
che conferma la tesi.

## Seconda dimostrazione (combinatoria)
Se scriviamo {\displaystyle (a+b)^{n}} come il prodotto 
{\displaystyle (a+b)(a+b)(a+b)\,\quad \ldots }
con {\displaystyle n} fattori, è evidente che il numero delle volte in cui compare nello sviluppo il termine {\displaystyle a^{n-k}b^{k}} è pari al numero di combinazioni che si possono ottenere prendendo {\displaystyle n-k} volte {\displaystyle a} e {\displaystyle k} volte {\displaystyle b} dai fattori del prodotto, numero che è dato proprio da {\displaystyle {n \choose k}}. 
Poiché per la proprietà distributiva il prodotto è dato dalla somma di questi termini al variare di {\displaystyle k} da {\displaystyle 0} a {\displaystyle n}, si ha subito la tesi.

## Caso di esponente generale
La definizione fornita del binomio di Newton è valida solo per {\displaystyle n} numero naturale. È tuttavia possibile fornire una generalizzazione valida per {\displaystyle (1+x)^{\alpha },\ \alpha \in \mathbb {R} }, nonché approssimarla in un intorno destro dello 0 con una serie di Taylor.
Nella pratica si usano spesso solo i primi due termini della serie, ossia 
{\displaystyle (1+x)^{\alpha }=1+\alpha x+o(x),} dove il resto {\displaystyle o(x)} indica un infinitesimo di ordine superiore al primo.
Lo sviluppo completo è
{\displaystyle (1+x)^{\alpha }=1+\alpha x+{\frac {\alpha (\alpha -1)}{2}}x^{2}+{\frac {\alpha (\alpha -1)(\alpha -2)}{6}}x^{3}+\dots +{\alpha  \choose k}x^{k}+o(x^{k})},
dove {\displaystyle {\alpha  \choose k}} è il coefficiente binomiale generalizzato, dato da
{\displaystyle {\alpha  \choose k}={\frac {\alpha (\alpha -1)\dots (\alpha -k+1)}{k!}}}.

### Dimostrazione
Lo sviluppo attorno all'origine della funzione {\displaystyle (1+x)^{\alpha }} è
{\displaystyle (1+x)^{\alpha }=(1+x)_{x=0}^{\alpha }+{\frac {\left((1+x)^{\alpha }\right)_{x=0}^{\prime }}{1!}}x+{\frac {\left((1+x)^{\alpha }\right)_{x=0}^{\prime \prime }}{2!}}x^{2}+\dots +{\frac {\left((1+x)^{\alpha }\right)_{x=0}^{(k)}}{k!}}x^{k}+\dots }
e, poiché
{\displaystyle \left((1+x)^{\alpha }\right)_{x=0}^{\prime }=\alpha (1+x)_{x=0}^{\alpha -1}=\alpha }
{\displaystyle \vdots \quad \quad \quad \quad \quad \quad \vdots }
{\displaystyle \left((1+x)^{\alpha }\right)_{x=0}^{(i)}=\alpha (\alpha -1)\dots (\alpha -i+1)(1+x)_{x=0}^{\alpha -i}=\alpha (\alpha -1)\dots (\alpha -i+1)}
si ottiene
{\displaystyle (1+x)^{\alpha }=1+\alpha x+{\frac {\alpha (\alpha -1)}{2!}}x^{2}+\dots +{\frac {\alpha (\alpha -1)\dots (\alpha -k+1)}{k!}}x^{k}+\dots }
che è la formula di cui sopra. Troncando la serie al {\displaystyle k}-esimo termine, l'errore che si ottiene è un infinitesimo di ordine {\displaystyle o(x^{k})}.